# Alcalis de la Patagonia (ALPAT)
Alcalis de la Patagonia (ALPAT) es la única empresa productora de carbonato de sodio de Sudamérica. Su planta, con capacidad instalada de 225.000 toneladas anuales está situada en el extremo de Punta Delgado, a 2,5 km de San Antonio Oeste en la provincia de Río Negro integrando el extenso ejido municipal de esta ciudad. A pesar de estar aislada y a considerable distancia de San Antonio Oeste; es considerada una localidad, aunque no mantiene población estable o significativa, perteneciente al extenso ejido municipal de sanantoniense. Esta pertenencia fue expresamente fijada en la carta orgánica sanantoniense el 14 de diciembre de 1973.
La misma fue diseñada en base al proceso Amoníaco-Soda. Asimismo, la empresa explota la cantera de caliza y la salina.
La firma comenzó las pruebas de producción a principios de 2005 y en septiembre de ese año empezó a comercializar el producto.
En 2006, la compañía fue adquirida por Grupo Indalo. Actualmente, emplea alrededor de 500 personas y exporta a sus productos a Brasil, Chile, Uruguay, Paraguay y Bolivia.